# ガイウス・ファブリキウス・ルスキヌス
ガイウス・ファブリキウス・ルスキヌス（Gaius Fabricius Luscinus）は共和政ローマのプレブス（平民）出身の政治家・軍人。紀元前282年と紀元前278年に執政官（コンスル）を務めた。ルスキーヌスという呼称は隻眼（luscus）だったとされることに因むとされる。

## 経歴
父の名前もガイウスで、ファブリキウス氏族としてはローマに移住した最初の人物といわれる。ファブリキウス氏族はラティウム中部のアレトゥリム（現在のアラトリ）の出身である。
サムニウム戦争にローマが勝利すると、イタリア半島南部のギリシア植民地であるマグナ・グラエキアと直接接触することになった。ローマはルカニアとも戦ったが、この際にルカニアと対立するギリシア人都市トゥリオイ（en、現在のカラブリア州東岸）を支援し、駐屯兵を置いた。この時期は正確には分からないが、おそらく紀元前286年あるいは紀元前285年のことと思われる。マグナ・グラエキア最大の都市であるターレス（現在のターラント）はこれに不満であり、ローマとの緊張関係が生まれた。紀元前284年、ルスキヌスはターレスへの特使の一人として派遣され、平和を継続するのに成功した。
しかし、紀元前282年、ターレスはトゥリオイを攻撃してローマ守備兵を追放し、またターレスに入港しようとしたローマ船を攻撃した。ローマはルキウス・ポストゥミウス・メゲッルスを主席とする使節団を送り交渉を試みるものの、結局は宣戦布告した。これがピュロス戦争の発端となる。
同年に執政官に就任したルスキヌスは、サムニウム、ルカニア、ブルティウム（en）に勝利し、ターレスが支配するトゥリオイを包囲した。この勝利を讃えて、凱旋式を実施する栄誉を得ている。
紀元前280年、ローマはヘラクレアの戦いでエペイロス王ピュロスに敗北したが、ルスキヌスはピュロスと講和交渉をし、また捕虜返還と身代金支払いの交渉も行った。プルタルコスによると、ピュロスは賄賂を受け取らないルスキヌスの態度に感銘を受け、身代金を受け取らずに捕虜を解放した。
ルスキヌスは紀元前278年に再び執政官に就任した。このときにはピュロスはシケリア（シチリア）に渡っていたが、ピュロスに呼応して反乱していたレギオン（ラテン語名レギウム、現在のレッジョ・ディ・カラブリア）を制圧した（レギオン包囲戦）。
紀元前275年にはケンソル（監察官）に就任。
ルスキアヌスに関する物語は、禁欲的な人間に対する典型的なもので、マニウス・クリウス・デンタトゥスのものとよく似ている。キケロはしばしば彼らを同時に引用している。これらの美徳の裏にある実際の人格を推定するのは難しい。ウァレリウス・マクシムス（en、一世紀初頭の著述家）は、ルスキアヌスと執政官・監察官時代の同僚であったクィントゥス・アエミリウス・パプスは、共に自宅に銀を蓄えていたとしている。それぞれの家には神々のため食器と塩の貯蔵庫があり、ルスキヌスは食器の下に角で作った小さな台座を置いていたので、より優雅であった。

## 参考資料
1. ↑  ティトゥス・リウィウス『ローマ建国史』、9.43
2. ↑  ティトゥス・リウィウス『ローマ建国史』、11.12
3. ↑  ハリカルナッソスのディオニュシオス『ローマ古代誌』、19 excerpt 13
4. ↑  凱旋式のファスティ
5. ↑  プルタルコス『ピュロス』 、18
6. ↑  Cheilik, Michael S. (2008). “Ancient Rome”. Encarta. Microsoft Corporation.
7. ↑  カッシウス・ディオ『ローマ史』、9. fr. 7, 11, 12
8. ↑  アッピアノス『ローマ史』「サムニウム戦争」、19-20
9. ↑  ポリュビオス『歴史』、1.7.7
10. ↑  Valerius Maximus, Chapter Four "Poverty" 4.3

- Smith, William. "FABRICIUS:  Dictionary of Greek and Roman Biography and Mythology (1870), online version.
- Maximus, Valerius Memorable Deeds and Sayings: One Thousand Tales From Ancient Rome Indianapolis: Hackett, 2004. 361 pp. ISBN 0-87220-674-2